# Vysokorychlostní trať Praha–Beroun
Vysokorychlostní železniční trať Praha–Beroun je plánována jako součást mezinárodního železničního tahu E40, jehož průchod Českou republikou se označuje jako III. tranzitní železniční koridor. Z celkové délky asi 28 km by mělo vést 24,7 kilometrů dlouhým tunelem, který investor nazývá Berounský tunel (dříve Tachlovický tunel nebo tunel Barrandov), s navrhovanou maximální rychlostí 200 km/h a určený pro smíšený provoz osobní a nákladní dopravy. Je navrhována pro maximální rychlost 300 km/h (zvažovalo se i 200 nebo 230 km/h), jako zárodek první vysokorychlostní tratě v Česku, zpočátku však má být využívána jen pro rychlost do 160 km/h. Jízdní doba se uvádí 18 nebo 11 minut. 
Zahájení výstavby bylo plánováno na březen 2010 a zprovoznění na leden 2018, po úpravě harmonogramu na 2013, resp. 2020, ale do konce roku 2010 stavba ještě nezískala územní rozhodnutí. Projektanti odhadovali náklady na 30 miliard Kč ministerstvo počítalo s 20,5 miliardami Kč. V červnu 2019 se SŽDC k záměru vrátila s tím, že harmonogram počítá s počátkem výstavby roku 2028 a dobou výstavby asi 10 let,jen samotný tunel by měl stát 50 miliard Kč.
Měla by převzít dálkovou dopravu z nynější tratě 171, oproti níž je asi o 10 kilometrů kratší, původní trať sleduje zákruty Berounky a v některých úsecích je maximální traťová rychlost 80 km/h. Trať 171 by měla sloužit i nadále pro regionální dopravu, pro přepravu nebezpečných nákladů a jako záložní trať v době údržby a oprav tunelu.

## Popis tratě
Trať má vycházet z nádraží Praha-Smíchov, u Barrandovského mostu se oddělit od stávající tratě 171 a pokračovat 24,7 kilometrů dlouhým Berounským tunelem, který vyústí až na kraji Berouna. Tunel má vést zhruba pod Slivencem, Ořechem, Tachlovicemi, Mezouní a Sedlcem ve Svatém Janu pod Skalou. Na trati nemají být žádné mezilehlé stanice ani zastávky. U Svatého Jana pod Skalou má mít tunel čerpací objekt, u Tachlovic transformovnu, odvětrávání a přístupový tunel. Tunel měl být původně dvoukolejný, pak se projekt přiklonil k dvojici jednokolejných tunelů, které budou každých 400 metrů propojeny spojovacími chodbami. Maximální sklon by měl být 2,8 ‰.
Druhá větev trati předpokládá zdvojkolejnění železniční jižní spojky v úseku z nádraží Praha-Krč na Branický most, za nímž má na jednu kolej navázat druhá větev Berounského tunelu (v místech, v nichž původně byl plánován tunel do Hlubočep a Jinonic).
Součástí projektu je kompletní rekonstrukce nádraží Beroun a úseku Beroun – Králův Dvůr. Případné budoucí pokračování vysokorychlostní trati na Plzeň by se oddělilo větvením tunelů ještě v podzemí na kraji Berouna.
Je navrhováno, že nová trať bude v napájecí soustavě 25 kV 50 Hz, která dnes navazuje za Berounem, zatímco původní trať 171 zůstane ve stejnosměrné soustavě 3 kV.
- pražský portál: 50°2′25″ s. š., 14°24′16″ v. d.
- napojení přístupového tunelu u Tachlovic: 50°0′33″ s. š., 14°13′53″ v. d.
- berounský portál: 49°57′34″ s. š., 14°5′20″ v. d.
- Holý vrch, Lomy Mořina, plánované úložiště rubaniny z tunelu, 49°57′59″ s. š., 14°13′39″ v. d.

## Historie projektu
V roce 2002 při zpracování územně technické studie optimalizace úseku Praha–Plzeň na III. koridoru byly navrženy jen drobné směrové úpravy v původní stopě trati 171. Jako problematický se ukázal zejména průchod městem Černošice, během zpracovávání dokumentace pro územní řízení se ukázalo, že ani v dalších částech trati sledující Berounku nelze dosáhnout výrazného zrychlení dopravy. Možnost přeložek trati je omezena i sousedstvím CHKO Český kras, hygienickými požadavky ohledně hluku a nutností budovat protihlukové stěny.
SŽDC pozastavila práci na dokumentaci a začala prověřovat mnoho možností tunelové vysokorychlostní tratě. Územně technická studie z roku 2005 předpokládala 19 km dlouhý tunel z Hlubočep do údolí říčky Loděnice mezi Svatým Janem a Loděnicí, údolí měla překračovat 700 m dlouhým mostem a měl navazovat druhý, čtyřkilometrový tunel Svatý Jan, vyúsťující pod Lišticí v údolí Berounky, kterou by překonala soustavou mostů. Na jaře roku 2006 doprovodná studie přípravné dokumentace tuto variantu rozpracovala. Variantně bylo řešeno vyústění v Praze a možnost nahrazení mostu přes Loděnici tunelem (které byla pak dána přednost). Riziková analýza upozornila na výskyt krasových jevů, což vedlo k odklonění navrhované trasy do míst s jejich nižší pravděpodobností. Bylo posuzováno kolem 10 variant odchýlených od později zvolené trasy severně či jižně, byly zvažovány i dvě varianty, které se od stávající tratě 171 oddělovaly až za Radotínem, těsně před Černošicemi. Návrhy se lišily i sklonovými poměry.
Vláda schválila tunelovou variantu v červenci 2005.
Investorem je Správa železniční dopravní cesty, s. o., generálním projektantem SUDOP Praha a. s. V lednu 2008 byly založeny webové stránky projektu.
Vyrubaný materiál má být využit k zavezení a rekultivaci lomu Holý vrch, jehož úložná kapacita je 6,5 mil. m3 (původně se plánovala jeho přeměna v koupací rekreační zónu), studii dokončil v dubnu 2008 Architektonický a projekční atelier Ing. Arch. Petr Šafránek. V červnu 2008 SUDOP Praha a. s. dokončil studii nároků na okolní železniční síť při provádění stavby (odvoz rubaniny). V červnu 2008 Stavební geologie – Geotechnika a. s. dokončila koncept projektu geotechnického průzkumu pro tunel. V jeho rámci budou budovány průzkumné štoly Malá Chuchle a Tachlovice. Průzkum má trvat necelé tři roky.
Efektivita nákladů vynaložených na novou trať je i předmětem pochybností, které vyjádřil například Martin Kvizda z Ekonomicko-správní fakulty Masarykovy univerzity nebo pražský zastupitel Jiří Witzany (SNK-ED). Mnozí politici a odborníci však stavbu podporují. Například dopravní expert Strany zelených a pozdější náměstek ministra dopravy Petr Šlegr uvedl tunel jako příklad účelné stavby, na rozdíl od budovaných nebo plánovaných prodloužení tratí pražského metra na periferii.
Poslanecká sněmovna v září 2009 v souvislosti s tímto tunelem ve zrychleném režimu schválila novelu zákona, podle níž k podzemním stavbám nebude třeba souhlas majitelů pozemků nad stavbou, pokud se jich výstavba přímo nedotkne.
Vídeňská poradenská kancelář Evropské investiční banky JASPERS ve svém doporučení ke studii proveditelnosti pro EU uvedla, že je třeba doložit, zda je zvolená trasa opravdu nejlepší a předložené náklady skutečně oprávněné. Česká média to prezentovala tak, že stavba je ohrožená, protože cena 33 miliard Kč je podle Evropské unie předražená. Ředitel SŽDC přiznal, že současnými parametry se stavba dostává mimo uvažovanou rentabilitu, aby byla šance prosadit požadavek na příspěvek z fondů EU; náklady uvedené v projektu přesahují náklady odhadnuté ve studii proveditelnosti.
Ministr dopravy Vít Bárta 24. září 2010 tuto stavbu označil za natolik ekonomicky náročnou, že „je určena k tomu, abychom hledali efektivnější a méně nákladná řešení.“ V roce 2017 se plány na novou trať vzkřísily, podle státu se stará  trať rozpadá. Pokud všechno dobře dopadne mohla by realizace některé z variant začít v roce 2024. V roce 2018 byly dokončeny předběžné výsledky studie proveditelnosti. Ve stopě Praha–Beroun jsou možné tři varianty: tunel ze Smíchova až do Berouna, tunel z Radotína do Berouna nebo kratší tunely mezi Prahou a Berounem.
Plán tunelu byl oživen v roce 2019. Správa železniční dopravní cesty oznámila záměr podpořit výstavbu nového tunelu současnou železniční trať kopírující údolí Berounky přenechat příměstským vlakům. Opustila tak levnější variantu F, k níž se přikláněla ještě začátkem roku a podle které měla být pouze napřímena trať mezi Radotínem a Řevnicemi dvěma kratšími tunely. Varianta F byla opuštěna například kvůli nemožnosti snížení hlukové zátěže v úseku Řevnice–Beroun. Nově jsou ve hře dvě varianty: Tachlovický tunel (později pod názvem Berounský tunel) o délce 24,8 km od barrandovského mostu (s napojením ke Smíchovu i na Branický most) k berounskému závodí, a kratší varianta 18km Třebotovského tunelu začínajícího v Radotíně. Za favorita je považována delší varianta, jejíž náklady se odhadují na 50 miliard korun. Výslednou variantu nakonec vybrala Centrální komise Ministerstva dopravy dne 25.11.2019 a to variantu C-I s Tachlovickým tunelem o délce 24,8 km. Trať je připravována se stejnými parametry jako krušnohorský tunel na plánované vysokorychlostní trati mezi Prahou a Drážďany. Expresy a rychlíky by jím mohly projíždět rychlostí 200 km/h, nákladní vlaky minimálně rychlostí 120 km/h. Harmonogram z roku 2019 počítá s výstavbou po roce 2028, výstavba tunelu by pak trvala nejméně dalších 10 let.

## Pokračování vysokorychlostní trati na Plzeň
Dále se uvažuje i o pokračování vysokorychlostní trati směrem na Plzeň. Nová vysokorychlostní trať by mohla vést nad stávajícím III. koridorem a setkat by se s ním mohla v nových Ejpovických tunelech. Na trati by se mohlo jezdit 250–350 km/h.